# Benjamin Constant (Amazonas)
Benjamin Constant é um município brasileiro do interior do estado do Amazonas, Região Norte do Brasil. Sua população era de 44 873 habitantes em 2021, de acordo com dados do Instituto Brasileiro de Geografia e Estatística (IBGE).

## História
O nome do município foi dado - por sugestão do general Cândido Mariano Rondon, quando chefiava a Comissão Mista de Letícia - em homenagem ao general Benjamin Constant Botelho de Magalhães, o incentivador do movimento de 15 de novembro de 1889, que proclamou a República.
Nas primeiras décadas do século XVIII deve ter iniciado o povoamento do território do atual Município, pois por volta 1750 já havia a aldeia jesuíta do Javari, as margens do Rio Solimões, onde eram catequizados os índios Ticunas. Cinco anos depois, com a criação da Capitania do Amazonas, ali foi o local escolhido, pelo Governo Português, para ser instalada a sede, Porém Mendonça Furtado, Governador do Grão-Pará, preferiu instala-la em Mariuá (Barcelos).
Tabatinga, lugar próximo de São José do Javari, à margem esquerda do Rio Solimões, numa pequena elevação de terreno, oferecia condições para fins militar e fiscal. O local foi então, em 1766, ocupado pelo sargento-mor Domingos (ou Francisco) Franco, que aí fundou no mesmo ano a povoação de São Francisco Xavier de Tabatinga. Construiu-se então um forte para onde transferiram o destacamento militar de São José do Javari. Tabatinga constituiu-se um ponto avançado nas fronteiras do Brasil com o Peru e Colômbia.
Em 1780 a 1781, Tabatinga hospedou D. Francisco Requenas e sua pomposa comitiva, que vinha representando a Espanha na demarcação das fronteiras brasileiras com as Colônias Espanholas. Veio ao encontro de D. Francisco Requenas em Tabatinga o Tenente-coronel Teodósio Constantino Chermont, substituto legal do chefe da comissão portuguesa – General Pereira Caldas.
De 1866 a 1874, Tabatinga hospedou muitas outras comissões de limites. Em 1880 foi fundada a povoação de Esperança, que mais tarde seria sede do Município; em 1890 surgiu a povoação de Remate de Males.
Em 29 de janeiro de 1898, o território do atual Município de Benjamim Constant foi desmembrado do Município de São Paulo de Olivença. Constituía-se de um só distrito, Remate de Males, que ficou sendo a sede municipal. Três anos depois no dia 4 de janeiro de 1901, suas terras voltaram a pertencer a São Paulo de Olivença para em 2 de setembro de 1904, ganhar de novo autonomia.
Como a Vila de Remate de Males não oferecia condições satisfatória, cuidaram de arranjar um outro local para ser a sede municipal, as preferencias recaíram sobre Esperança, elevada a categoria de Cidade em 1938.
Em 1955 perdeu o município o distrito de Remate de Males, que passou a constituir o novo município de Atalaia do Norte.

## Geografia
Localiza-se no Sudoeste Amazonense, distante de Manaus 1 118 km em linha reta, sendo que a distância via transporte fluvial é de 1 638 km, subindo o rio Solimões e o rio Javari. Limita-se com os municípios de Tabatinga, São Paulo de Olivença, Ipixuna, Eirunepé, Jutaí, Atalaia do Norte e com o Peru.
Segundo o Plano de Integração Nacional, a cidade seria o ponto final da Transamazônica, porém o trecho que ligaria Lábrea até Benjamin Constant sequer fora desmatado. Devido a barreiras ambientais e transposição por territórios indígenas ainda não contatados pela FUNAI, provavelmente este trecho da rodovia jamais seja concluído, restando aos habitantes apenas o transporte aéreo e fluvial como conexão com o restante do estado.
Clima tropical chuvoso e úmido. Segundo dados do Instituto Nacional de Meteorologia (INMET), referentes ao período de 1961 a 1990 e a partir de 1993, a menor temperatura registrada em Benjamin Constant foi de 9,9 °C em 18 de julho de 1975 e a maior atingiu 40 °C em 1° de outubro de 2005. O maior acumulado de precipitação em 24 horas foi de 168 milímetros (mm) em 7 de janeiro de 2007. Janeiro de 1967, com 641,4 mm, foi o mês de maior precipitação.
| Dados climatológicos para Benjamin Constant | Dados climatológicos para Benjamin Constant | Dados climatológicos para Benjamin Constant | Dados climatológicos para Benjamin Constant | Dados climatológicos para Benjamin Constant | Dados climatológicos para Benjamin Constant | Dados climatológicos para Benjamin Constant | Dados climatológicos para Benjamin Constant | Dados climatológicos para Benjamin Constant | Dados climatológicos para Benjamin Constant | Dados climatológicos para Benjamin Constant | Dados climatológicos para Benjamin Constant | Dados climatológicos para Benjamin Constant | Dados climatológicos para Benjamin Constant |
| Mês | Jan                                         | Fev                                         | Mar                                         | Abr                                         | Mai                                         | Jun                                         | Jul                                         | Ago                                         | Set                                         | Out                                         | Nov                                         | Dez                                         | Ano                                         |
| --- | ------------------------------------------- | ------------------------------------------- | ------------------------------------------- | ------------------------------------------- | ------------------------------------------- | ------------------------------------------- | ------------------------------------------- | ------------------------------------------- | ------------------------------------------- | ------------------------------------------- | ------------------------------------------- | ------------------------------------------- | ------------------------------------------- |
| Temperatura máxima recorde (°C) | 37,2                                        | 37                                          | 37,2                                        | 36,2                                        | 36                                          | 36,2                                        | 37                                          | 37,6                                        | 39,5                                        | 40                                          | 37,3                                        | 36,7                                        | 40                                          |
| Temperatura máxima média (°C) | 31,3                                        | 31,2                                        | 31,6                                        | 31,6                                        | 31,1                                        | 30,9                                        | 31,3                                        | 32,3                                        | 32,5                                        | 32,8                                        | 32,1                                        | 31,3                                        | 31,7                                        |
| Temperatura média compensada (°C) | 26                                          | 26                                          | 26,1                                        | 26,1                                        | 25,9                                        | 25,5                                        | 25,6                                        | 25,9                                        | 26,2                                        | 26,5                                        | 26,3                                        | 25,9                                        | 26                                          |
| Temperatura mínima média (°C) | 21,8                                        | 21,8                                        | 21,9                                        | 22                                          | 21,7                                        | 21,2                                        | 20,8                                        | 21,1                                        | 21,5                                        | 21,9                                        | 22                                          | 22                                          | 21,6                                        |
| Temperatura mínima recorde (°C) | 16,8                                        | 16                                          | 14,9                                        | 15                                          | 14,9                                        | 11,2                                        | 9,9                                         | 13,2                                        | 14,1                                        | 17,9                                        | 17,4                                        | 16                                          | 9,9                                         |
| Precipitação (mm) | 343,7                                       | 293,9                                       | 307,9                                       | 276                                         | 216                                         | 168,4                                       | 129,2                                       | 114,4                                       | 143,4                                       | 198,4                                       | 249,1                                       | 270,2                                       | 2 710,6                                     |
| Umidade relativa compensada (%) | 86,7                                        | 86,7                                        | 86,7                                        | 87,2                                        | 87,5                                        | 86,9                                        | 85,4                                        | 84,2                                        | 83,5                                        | 84,2                                        | 85,5                                        | 86,3                                        | 85,9                                        |
| Insolação (h) | 99,4                                        | 92,7                                        | 103,5                                       | 115,6                                       | 114,6                                       | 111                                         | 141,4                                       | 152,6                                       | 149,2                                       | 137,5                                       | 123                                         | 107,5                                       | 1 448                                       |
| Fonte: Instituto Nacional de Meteorologia (INMET) (normal climatológica de 1981-2010; precipitação: 1991-2020; recordes de temperatura: 01/01/1961 a 30/11/1990 e 01/02/1993-presente) |                                             |                                             |                                             |                                             |                                             |                                             |                                             |                                             |                                             |                                             |                                             |                                             |                                             |

## Demografia
Em 2018, a população do município era de 41 329 habitantes, segundo estimativas do Instituto Brasileiro de Geografia e Estatística (IBGE). E Benjamin Constant é o décimo quarto mais populoso do Amazonas.
- População no total - homens e mulheres: 33 414 habitantes
  - Homens no total: 17 260
  - Mulheres no total: 16 151

- População por Área - Urbana (no total 20 138)
  - Homens: 10 167
  - Mulheres: 9 971

- População por Área - Rural (no total 13 273)
  - Homens: 7 093
  - Mulheres: 6 180

(Censo 2010)

## Cultura

### Carnaval de rua
Desfile do bloco do soro, blocos dos mascarados, bloco da melhor idade, bloco los dálmatas, bloco tribo folia, bloco das marias, bloco unidos de coimbra, bloco unidos da colônia, em fevereiro.

### Festa Juninas Escolares
Apresentação de danças típicas e quadrilhas por todas as escolas, em junho

### Festejo de São Francisco
Novenário com arraial, dia de São Francisco, 25 de setembro a 4 de outubro. E no último dia que é dia 4 de outubro acontece a procissão, que é maior procissão da cidade. E os devotos que fazem promessa(pedido) ou ajuda a São Francisco nesse dia, caminha a pé e descaso por quase a cidade inteira acompanhando a procissão.

### Festejo da padroeira do município
Nossa Senhora da Imaculada Conceição, em 8 de dezembro;

### Festival Folclórico Benjaminense
O Festival Folclórico Benjaminense é o maior Festival do Alto Solimões, com a disputa entre o "Boi-Bumbá Corajoso" e o "Boi-Bumbá Mangangá", em julho. O Festival Folclórico Benjaminense tem atualmente 27 edições, que é realizado no Centro Cultural de Benjamin Constant (Bumbódromo de Benjamin Constant) e por conta do Festival a cidade é conhecida por A Capital Cultural do Alto Solimões. O Festival Folclórico de Benjamin Constant tem o dever de todos os anos trazer e elevar a Cultura do povo Benjaminense em alegorias, lendas e figuras típicas do Amazonas e do Alto Solimões. E no Boi-Bumbá Corajoso quem traz o som para a Apresentação no Bumbódromo é a Batucada junto com componentes musicais do Boi. E no Boi-Bumbá Mangangá quem traz o ritmo para a Apresentação no Bumbódromo é a Marujada de Guerra junto com componentes musicais do Boi.

### Boi-BumbáMangangá
O Boi Bumbá Mangangá: Um Ícone Cultural de Benjamin Constant
O Boi Bumbá Mangangá, originário do bairro da Coaban (Javarizinho), especificamente no beco 50, no Município de Benjamin Constant, Amazonas, foi fundado em 1992 por Raimundo Dimas, pescador de origens nordestinas. Inicialmente criado para promover entretenimento nos forros de rua locais, rapidamente ganhou reconhecimento e foi convidado para se apresentar na tradicional festa Junpop. Posteriormente, passou a disputar no Festival Folclórico Benjaminense do Amazonas, tornando-se o maior campeão com diversos títulos conquistados.
Atualmente, representa a trilogia cultural do município, simbolizando o orgulho da comunidade. O Boi Mangangá é branco, com uma estrela verde na testa, e foi apelidado de "Boi Besouro" e "Boi do Alagado", nomes que a comunidade aceitou com orgulho, devido às raízes humildes dos pescadores e agricultores da região, que enfrentam anualmente as cheias do rio Javarizinho.

### Boi-BumbáCorajoso
O Boi Corajoso é o boi com o coração na testa e tem como cor o vermelho e o branco. O Boi-Bumbá Corajoso surgiu no dia 25 de Março no ano 1999 (21 anos), com a colaboração de um grupo de amigos a maioria do Bairro de Coimbra e alguns de outros bairros, e desde quando o Boi Corajoso foi criado até hoje ele é existente na Cultura Benjaminense e disputa o Festival Folclórico todos os anos.

## Bairros da Cidade
- Umarizal
- Javarizinho
- Cohabam
- Centro
- Coimbra
- Eduardo Braga
- Cidade Nova
- Colônia
- Castanhal
- Bom Jardim
- Alonso Ipuchima